# Polkowice
Polkowice este un oraș în Polonia.